# Жълта рогачка
Жълтата рогачка, наричана още Жълта сърненка или Овчи крак (Hydnum repandum), е базидиева гъба, която се събира и цени като добра ядлива гъба в България.

## Характерни белези
- Гугла:

Оцветена бяла или кремава. Плоска, но най-често неравна и сплескана. Това зависи от съседни обекти. Диаметърът може да достигне 15 cm.
- Месо:

Дебело и леко жилаво, оцветено като гуглата, не си мени цвета. На вкус е слабо горчиво.
- Ламели:

Те са под формата на ситни иглички разположени върху долната част на гуглата. Цветът им е бял и се разделят лесно от месото.
- Споров прашец:

Бял до леко кремав на цвят.
- Пънче:

Неравно, в повечето случаи дебело и месесто. Тунели на насекоми обагрят месото му червеникаво-кафяво. Височината му достига 10 cm. Често е свързано с гуглата ексцентрично.

## Месторастение
Среща се често в иглолистни и широколистни гори, самостоятелно или на кичури. Расте от земята. Обича по-сенчести места под дървета. Сезонът и е от юни до октомври.

## Събиране
Събира се и се консумира прясна. Яде се след продължително готвене за да се премахне горчивият вкус. Предварително всяка гугла се одира от иглички. Те допринасят към горчилката.
Започна изкупуването на жълтата рогачка.

## Двойници
Тази гъба трудно се бърка с други благодарение на игличките. Козият крак (H. rufescens) е почти еднакъв: има иглички и расте по същите места и понякога заедно с жълтата рогачка. Отличаващите го характеристики са по-дребните размери и оранжевите гугла и иглички. Козият крак е ядлив.
Други гъби с иглички са Auriscalpium vulgare и Creolophus cirrhatus. Auriscalpium vulgare e миниатюрна тъмнокафява гъба израстваща от паднали шишарки. Белият Creolophus cirrhatus расте върху пънове на широколистни дървета. И този вид е ядлив.